# Tessa Peake-Jones
Tessa Peake-Jones est une actrice britannique de théâtre et de télévision née le 9 mai 1957 à 
Hammersmith, Grand Londres.
Elle est surtout connue pour son rôle de Raquel dans le sitcom humoristique de la BBC Only Fools and Horses (1981-2003).

## Activité professionnelle
En 1980 elle est Mary Bennet dans une adaptation en cinq épisodes du roman le plus célèbre de Jane Austen Pride and Prejudice, puis joue dans plusieurs séries télévisées, comme Inspecteur Barnaby et Casualty. 
En 1999, elle tient un des rôles principaux dans Births, Marriages, and Deaths. Elle a aussi un petit rôle récurrent (la mère du docteur Simon Bond) dans la série Doctors. Puis en 2011, elle tient le rôle de Evelyn Bowen, dans la nouvelle série fantastique Marchlands sur ITV 1.
Au théâtre, elle participe en 1985 à une adaptation théâtrale de Pride and Prejudice au Leicester Haymarket Theatre de Leicester.
En 1995, elle participe à la pièce de Botho Strauss, The Park (d'après le Songe d'une nuit d'été de Shakespeare), dans une production de la Royal Shakespeare Company au  Pit Theatre à Londres, avec Adrian Lukis, Louise Jameson, Simon Dormandy, Michael Jenn et Jo Stone-Fewings.

## Vie privée
Elle a deux enfants, Mollie Rose, née en 1991, et un fils plus jeune  Charlie Hodge, nés de sa relation avec l’acteur Douglas Hodge

## Filmographie

### Cinéma
- 2010 Cosi : Mrs. Hammond

### Télévision
- 2016 : Inspecteur Barnaby - Chaînes Brisées : Saison 18, épisode 3 : Mary Appleton
- 2014-2019 : Grantchester : Mrs. Maguire
- 2011 : Marchlands : Evelyn Bowen
- 2011 : Hercule Poirot (série TV, épisode Les Pendules) : Val Bland
- 2010 Casualty : Tina Flannery
- 2009-2011 : Doctors : Sue Bond
- 2001 : Les Aventuriers du monde perdu (The Lost World) : Mrs Summerlee
- 1988-2003 : Only Fools and Horses : Raquel Turner
- 1999 : Births, Marriages and Deaths: Molly
- 1996-1998 : The Demon Headmaster : Mrs. Hunter
- 1998 : 	Midsomer Murders : Sarah Lawton
- 1992-1994 : So Haunt Me : Sally Rokeby
- 1990-1993 : Up the Garden Path :  Maria
- 1987 : Quartermaine's Terms : Anita
- 1983 : The Two Gentlemen of Verona (d'après Les Deux Gentilshommes de Vérone) : Julia
- 1982 : The Bell : Dora Greenfield
- 1980 : Pride and Prejudice :  Mary Bennet
- 1979 : The Danedyke Mystery : Angela Horton